# 无尽之剑
《无尽之剑》是一款由Chair Entertainment和Epic Games开发的格斗游戏。于2010年12月9日在App Store上市。这部游戏是无尽之剑系列的第一部作品。这是iOS平台第一部采用虚幻引擎3来制作的游戏。在游戏中，玩家控制的主角要面对一系列的单对单战斗。在战斗中，玩家可以用手指在屏幕上点划来使主角做出攻击和闪避的动作。随着战斗的胜利和游戏的进展，玩家将可以获得经验值、创造纪录以及赢得更多的物品，使自己的角色变得强大，来面对游戏中的头目God-King。
《无尽之剑》支持多人游戏模式，玩家可以通过Game Center与网络上其它的玩家联机。